# Wojciech Kilar: Missa pro pace
Wojciech Kilar: Missa pro pace – album z nagraniem "Mszy za pokój" Wojciecha Kilara wykonanym przez Chór i Orkiestrę Opery i Filharmonii Podlaskiej pod batutą Mirosława Jacka Błaszczyka. Partie solowe zaśpiewali: Joanna Woś (sopran), Małgorzata Walewska (mezzosopran), Paweł Brożek (tenor) i Rafał Siwek (bas). Płytę wydała w grudniu 2017 oficyna Dux (nr kat. DUX 1413). Nominacja do Fryderyka 2018 w kategorii Album Roku Muzyka Chóralna, Oratoryjna i Operowa.

## Wykonawcy
- Joanna Woś – sopran
- Małgorzata Walewska – mezzosopran
- Paweł Brożek – tenor
- Rafał Siwek – bas
- Chór i Orkiestra Opery i Filharmonii Podlaskiej – Europejskiego Centrum Sztuki w Białymstoku
- Mirosław Jacek Błaszczyk – dyrygent
- Violetta Bielecka – przygotowanie chóru

## Lista utworów
1. Kyrie [14:01]
2. Gloria [8:00]
3. Credo [17:43]
4. Sanctus [8:09]
5. Agnus Dei [19:41]